# Autofobia
La autofobia, también llamada monofobia, isolofobia o eremofobia, es la fobia específica del aislamiento o el temor de estar solo o aislado. Los que la sufren no necesitan estar físicamente solos, sino solo creer que están siendo ignorados. Contrariamente a lo que implicaría una lectura literal del término, la autofobia no describe un "miedo a uno mismo". Esta disfunción generalmente se desarrolla y se asocia con otros trastornos de ansiedad.
La autofobia puede estar asociada o acompañada por varias otras fobias, como la agorafobia (miedo a estar en público o atrapado en grandes multitudes), y generalmente se considera parte del grupo agorafóbico, compartiendo sus síntomas. La principal preocupación de las personas con fobias en el grupo agorafóbico es obtener ayuda en caso de emergencia, lo que significa que las personas pueden temer salir en público, ser atrapados en una multitud, estar solas o quedarse aisladas. Sin embargo la autofobia no debe confundirse con agorafobia, o con el autoodio (odio a sí mismo o ansiedad social), aunque puede estar estrechamente relacionada con ellas.

## Descripción
Los síntomas de la autofobia pueden variar según la persona, pero entre los más comunes se encuentra la constante sensación de peligro y el temor a sufrir una catástrofe (robo, emergencia médica, ...) en cualquier momento y que no haya nadie capaz de ayudarle.

## Tratamientos
No existe un tratamiento específico para curar la autofobia, ya que afecta a cada persona de manera diferente. La mayoría de los pacientes son tratados con psicoterapia, en la que la cantidad de tiempo que están solos aumenta lentamente. Actualmente no hay estudios concluyentes que respalden el uso de medicamentos como tratamiento.
No es infrecuente que los pacientes ignoren que tienen esta ansiedad y rechacen la idea de buscar ayuda. Al igual que el abuso de sustancias, la autofobia es mental y física, y requiere la asistencia de un profesional médico. Se pueden usar tanto medicamentos como terapia grupal e individual para ayudar a aliviar los síntomas y tratar la fobia.
En casos leves de autofobia, el tratamiento a veces puede ser muy simple. Los terapeutas recomiendan muchos remedios diferentes para hacer que los pacientes se sientan como si no estuvieran solos, incluso cuando ese es el caso, como escuchar música cuando hacen mandados solos o encender la televisión cuando están en casa, incluso si es solo como ruido de fondo. El uso del ruido para interrumpir el silencio de las situaciones aisladas a menudo puede ser de gran ayuda para las personas que sufren autofobia.
Sin embargo, es importante recordar que el hecho de que una persona se sienta sola a veces no significa que tenga autofobia. La mayoría de las personas se sienten solas y aisladas de forma habitual. Solo cuando el miedo a estar solo comienza a interrumpir la forma en que una persona vive su vida diaria, la idea de ser autofóbico se convierte en una posibilidad.